# Лудвиг Ерхард
Лудвиг Вилхелм Ерхард (на немски: Ludwig Wilhelm Erhard) е германски политик, икономист, университетски преподавател.
Канцлер на Федерална република Германия от 16 октомври 1963 г. до 1 декември 1966 г. и председател на партията Християн-демократически съюз в периода 1966/67 г.
Той е депутат в Германския Бундестаг от 1949 г. до смъртта си през 1977 г. Министър на икономиката в правителствата на Конрад Аденауер (1949 - 1963) и вицеканцлер на Федерална република Германия (1957 – 1963).
Като създател на Социалното пазарно стопанство творецът на следвоенното Германско икономическо чудо Лудвиг Ерхард е сред най-известните и уважавани германски политици в историята на Германия.
Обявен е за почетен гражданин на град Бон (Германия).